# Kiev (porte-avions)
Le porte-avions lourd Kiev a servi les marines soviétique et russe entre 1975 et 1993. Il a été fabriqué entre 1973 et 1975 au chantier naval de la mer Noire à Mykolaïv et est le premier de sa classe.

## Service
Le Kiev est commandé le 21 juillet 1970 et lancé le 26 décembre 1972. Il est achevé et mis en service le 28 décembre 1975, mais n'est officiellement mis en service qu'à partir de février 1975 après la fin de tous les tests[Passage contradictoire]. En 1976, il quitte la mer Noire pour mouiller dans le port de Severomorsk, où il fait partie intégrante de la Flotte du Nord. De 1977 à 1987, le Kiev entreprend dix voyages d'exercice en océan Atlantique et mer Méditerranée. En octobre 1981, il prend part à l'exercice Zapad en mer Baltique. De décembre 1982 à novembre 1984 le navire subit une refonte et une modernisation à Nikolayev. À partir de 1985, l'usage de Yakovlev Yak-38 en mode ADAC plutôt qu'en mode ADAV commence, ce qui permet une augmentation de la charge en aéronefs et en rayon d'action. Le remplacement des hélicoptères Kamov Ka-25 par des Kamov Ka-27 commence également. En 1985, le Kiev retourne dans la Flotte du Nord. À partir de 1987, le navire reste principalement à Severomorsk. En décembre 1989, le porte-avions est placé en réserve. Après la disparition de l'URSS, le navire est cédé à la Russie. En raison du faible budget militaire et de la détérioration du navire, le Kiev est mis hors service le 30 juin 1993. Comme son chantier naval est situé dans la nouvellement indépendante Ukraine, le navire ne pouvait pas être réparé.

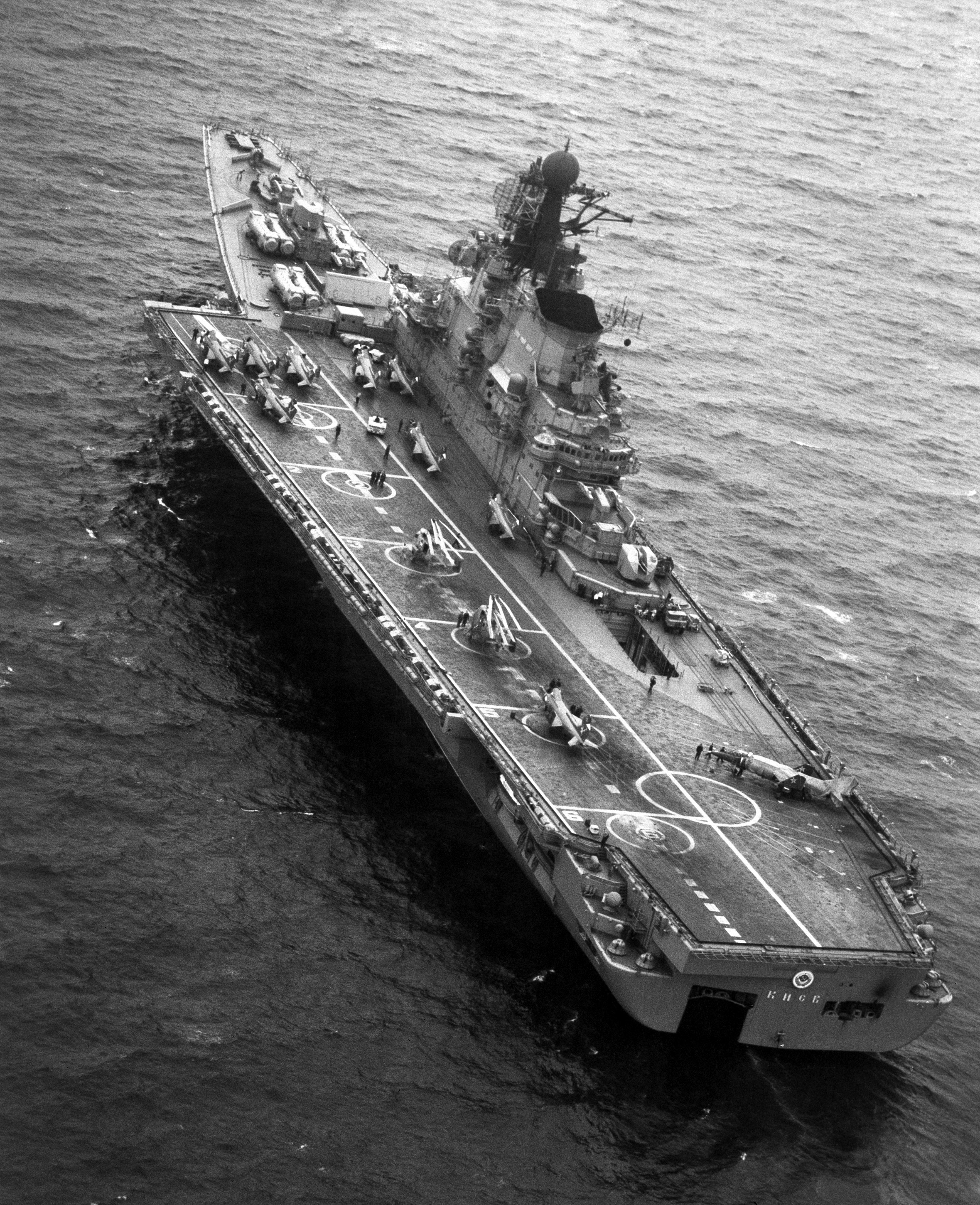
Porte-avions Kiev, URSS, 1985.

En 1996, le Kiev est vendu à une entreprise chinoise, et il fait partie d'un parc à thème militaire à Tianjin depuis le 1er mai 2004 en tant que navire musée.

### Sources et bibliographie
- (ru) В.П.Заблоцкий (V.P. Zablotski): "Тяжелый авианесущий крейсер «Киев»" (Tyazholy avyanesushchiy kreyser "Kiev"), Morskaya Kollektsya 7/2003